# .bb
.bb je vrhovna internetska domena (country code top-level domain - ccTLD) za Barbados. Domenom upravlja Telecoms Unit.

## Vanjske poveznice
- IANA .bb whois informacija  Arhivirana inačica izvorne stranice od 24. rujna 2006. (Wayback Machine)